# Jacques Blanchard
Jacques Blanchard (París, 1 d'octubre de 1600 - París, 1638) fou un pintor i gravador francès.

## Obres

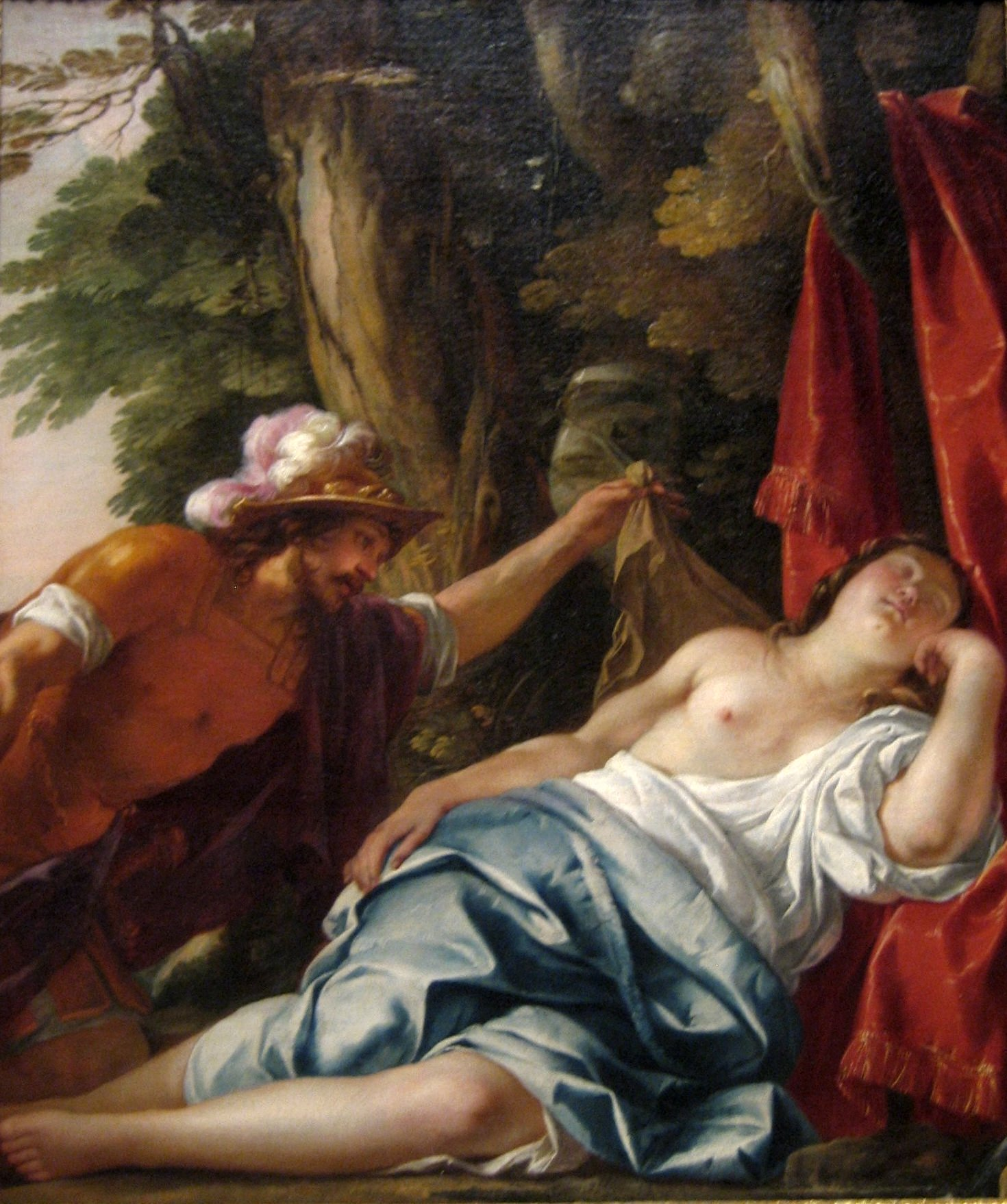
Mart i les Verges Vestals

### Dibuixos - Aquarel·les - Estampes

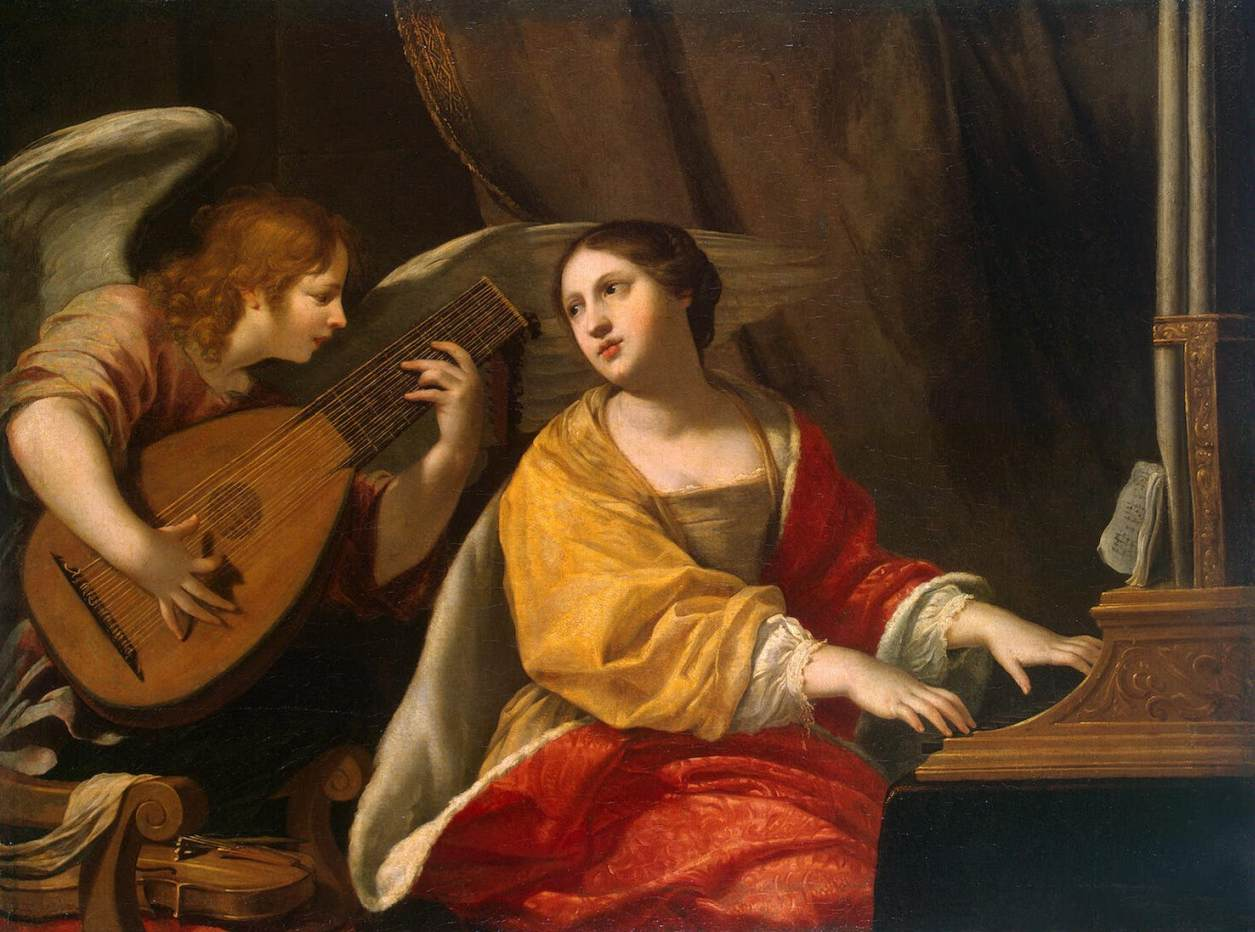
Santa Cecília

#### Sense data
- La Sainte Famille et le petit Saint-Jean dibuix, Museu del Louvre.
- La Sainte Famille dibuix, Museu del Louvre.
- La Vierge assise avec l'Enfant couché sur ses genoux dibuix, Museu del Louvre.
- La Vierge allaitant l'Enfant dibuix, Museu del Louvre.
- La Vierge assise, penchée, allaitant l'Enfant dibuix, Museu del Louvre.
- La Vierge assise occupée à coudre, l'Enfant Jésus et le jeune Saint-Jean dibuix, Museu del Louvre..
- La Vierge assise soulève le voile qui couvre l'Enfant dibuix, Museu del Louvre.
- La Vierge assise avec l'Enfant couché sur ses genoux dibuix, Museu del Louvre.
- La Vierge tenant l'Enfant à qui Saint-Jean amène son agneau  dibuix, Museu del Louvre.
- La Vierge à l'Enfant dibuix, Museu del Louvre.
- Vierge à l'Enfant et le petit Saint-Jean dibuix, Museu del Louvre.
- La Vierge à genoux prenant l'Enfant Jésus assis au pied d'un arbre dibuix, Museu del Louvre.
- La Madeleine assise, tournée vers la gauche et lisant dibuix, Museu del Louvre.
- La Pentecôte ou la Descente du Saint-Esprit dibuix, Museu del Louvre.
- La descente du Saint-Esprit dibuix, Museu del Louvre.
- Mariage mystique de Sainte Catherine d'Alexandrie dibuix, Museu del Louvre.
- Vierge à l'Enfant(endormi à la chaise de bois) gravat anonim,
- Saint Jérôme dans le désert dibuix, Museu del Louvre.
- Diane et Endymion  dibuix, Museu del Louvre..
- Pâris et Vénus  dibuix, Museu del Louvre.
- Femme dans un paysage avec un fragment de bas relief ddibuix, Museu del Louvre.
- La toilette de Vénus, 1632, Museu de Belles Arts de Rennes.

#### Datats
- 1630c Autoportrait  gravat de Gérard Edelinck (1640-1707)
- 1632c Angèlique et Médor  Aquarel·la, Venguda a Austria (1999)
- 1635-  Autoportrait dibuix, Museu del Louvre.

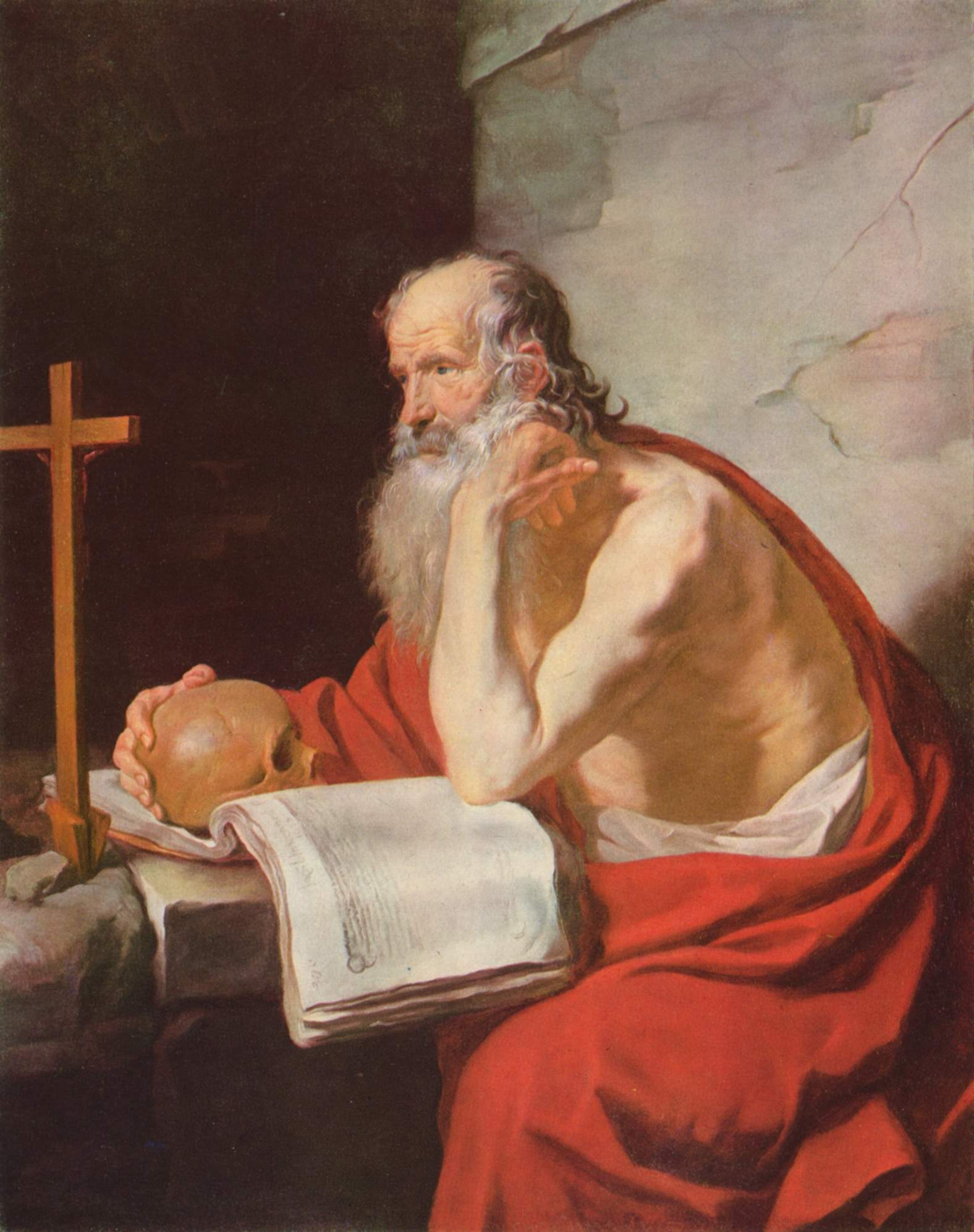
Sant Jeroni

### Pintures
- N - D -  La Vierge, un saint et la Charité,església de Saint-Denis a Lió.
- N - D - Saint-André à genoux devant sa croix. Catedral de Notre-Dame de Paris.
- 1628 - Suzanne et les Aînés , Portland Art Museum (Orégon) USA.
- 1628 -  La Vierge et l'Enfant Jésus remettant les clefs à Saint-Pierre, Catedral d'Albi dans le Tarn.
- 1629 -  Assomption  església de Saint-Léger a Cognac en Charente.
- 1630 c Joseph et la femme de Puthiphar
- 1630 c  L'Adoration des bergers Catedral de Saint Étienne à Cahors.
- 1630 - Tobie rendant la vue à son père  església de Parempuyre, Museu des Beaux-Arts de Bordeus.
- 1630 c Essau céde son droit d'aînesse à Jacob, Orléans, Museu de Belles Arts.
- 1630 c Vierge à l'Enfant avec Sainte Elisabeth et Saint Jean-Baptiste et Saint Joseph, Art Institute of Chicago USA .t
- 1631 c  Danaé Museu de Belles Arts de Lió.
- 1631 c  Danaé Museu de Belles Arts de Rouen.
- 1631 c  Saint Jérôme écrivant; Museu de Grenoble
- 1631 c La Sainte famille avec Sainte Elisabeth et le petit Saint-Jean-Baptiste à qui l'Enfant Jésus donne une croix de roseau  Museu del Louvre, provinent de l'Abadia de Port Royal.
- 1631 - Jeune Cavalier  Détroit Institute of Art U.S.A
- N - D -  Saint-Jérome  Museu de Belles Arts de Budapest, Hongria
- N - D -  Diane et Actéon Museu del Louvre.
- N - D - La Lune représentée sous les traits de Diane  Castell de Versalles
- 1632 c La Toilette de Vénus Museu de Belles Arts de Rennes a
- 1632 c  Flore  Museu de Vic-sur-Seille
- 1632 c  Vénus et les Grâces surprises par un mortel o  Cimon et Ephigène Museu del Louvre
- 1633 -  La Charité  Museu del Louvre
- 1633 -  Angèlique et Médor Metropolitan Museum New-York.
- 1633 c  Sainte Véronique Museu de l'Ermitage Sant Petersburg.
- 1633 c  Pape Nicolas V dans le caveau de Saint-François d'Assise  Museu de Belles Arts d'Orléans,
- 1634 -  La Descente du Saint- Esprit
- 1635 c  La Charité  Austin, USA, Blanton Museum of Art Université du Texas
- 1636 c  La Charité  Museu del Louvre
- 1635 c  La Flagelletion du Christ  Museu de Belles Arts de Rennes
- 1636 c  La Bacchanale  Museu de Belles Arts de Nancy
- 1637 c Le Baptême Museu de Belles Arts de Rouen
- N - D -  Figure de femme
- N - D -  La Vierge et l'Enfant Jésus à qui Sainte Anne offre une pomme Museu del Louvre després Museu de Belles Arts de Caen.
- N - D -  La Charité Museu del Louvre
- 1637 c  La Charité  Courtauld Gallery de Londres.
- N - D - Sainte Catherine d'Alexandrie
- N - D -  Le mariage mystique de Sainte Catherine
- N - D -  Sainte Famille, Repos pendant la fuite en Égypte
- N - D - Christ bénissant Museu de Belles Arts de Rennes
- N - D -  La Mort de Lucrèce Museu de Belles Arts de Nantes
- N - D -  Saint Jérôme
- N - D -  Vierge à l'Enfant(endormi, à la chaise de bois)
- N - D - Sainte Cécilia Museu de l'Ermitage a Saint-Pétersbourg.
- N - D -  Vierge à l'Enfant  Museu d'Art Roger Quilliot a Clermont-Ferrand.
- N - D -  La Charité Taïwan, Chi Mei Museum
- N - D -  Armide  Museu de Belles Arts de Rennes
- N - D -  Vierge à l'Enfant et un Ange P. Merchant, Nogent sur Marne
- N - D -  Saint-Sébastien  Museu Bossuet à Meaux.
- N - D -  Lamentation sur le Christ Mort Museu dels Agustins de Toulouse
- N - D -  L'Annonciation

## Exposicions
- 1934 - " Les peintres de la réalité en France au XVIIe  " (St Jérôme- Museu de Budapest)
- 1958 Estocolm
- 1960 - Museu del Louvre
- 1989 Paris galeria Pardo
- 1998 - Museu de Belles Arts de Rennes